# Massacre de Mungyeong
 (août 2021).
Le massacre de Mungyeong a été perpétré le 24 décembre 1949 par deux pelotons de la troisième division d'infanterie de l'armée sud-coréenne à Mungyeong, plus précisément dans le village de Seokbong, commune de Sanbuk. Les soldats ont tué 86 villageois, dont une grande proportion de femmes et d'enfants, leur reprochant d'avoir coopéré avec les communistes car ils n'avaient pas été bien accueillis. Le gouvernement de Syngman Rhee a ensuite mis le massacre sur le compte de la guérilla communiste.
Ce n'est que dans les années 2000 et avec les travaux de la commission vérité et réconciliation que l'État coréen reconnaît officiellement la responsabilité de l'armée. Quatre membres des familles des victimes se sont alors tournés vers les tribunaux et ont demandé un milliard de wons de dédommagements (env. 700 000 euros). Comme dans d'autres cas similaires, ils ont été déboutés par les premières instances qui ont considéré que le délai de prescription de cinq ans était dépassé depuis décembre 1954. Cependant, en septembre 2011, la cour suprême s'est prononcée en leur faveur, déclarant que l'état doit dédommager les victimes de crimes inhumains sans qu'un délai soit à respecter.